# Loza (okres Chust)
Loza, ukrajinsky Лоза, maďarsky Füzesmező, je obec v Iršavské městské komunitě (hromadě), v okrese Chust v Zakarpatské oblasti Ukrajiny. Leží cca 5 km jižně od centra Iršavy. V roce 2001 zde žilo 1245 obyvatel.

## Historie
První písemná zmínka o této vsi pochází z roku 1418. Do uzavření Trianonské smlouvy byla Loza součástí Uherska, poté byla součástí Československa. Za první československé republiky byl příslušný obecní notariát a četnická stanice v Iršavě. Od roku 1945 byla Loza součástí Ukrajinské sovětské socialistické republiky, která byla součástí SSSR. Od roku 1991 je součástí nezávislé Ukrajiny.